# Gordon Bajnai
György Gordon Bajnai (in ungherese Bajnai Gordon; Seghedino, 5 marzo 1968) è un imprenditore, economista e politico ungherese, ministro presidente dell'Ungheria dal 14 aprile 2009, quando rimpiazza il dimissionario Ferenc Gyurcsány, fino al 29 maggio 2010, sostituito da Viktor Orbán.